# Pisz (công xã)
Gmina pisz là một gmina đô thị-nông thôn(quận hành chính) trong huyện Pisz, Warmian-Marusian, ở miền bắc Ba Lan. Khu vực hành chính của nó là thị trấn Pisz, nằm khoảng 88 kilômét (55 mi) về phía đông của thủ phủ khu vực Olsztyn.
Gmina có diện tích 634,8 kilômét vuông (245,1 dặm vuông Anh), và tính đến năm 2006, tổng dân số của nó là 27.224 người (trong đó dân số của Pisz lên tới 19.332 người, và dân số của vùng nông thôn của gmina là 7.892).
Gmina có một phần của khu vực được bảo vệ gọi là Công viên cảnh quan Masurian.

## Làng
Ngoài thị trấn Pisz, Gmina Pisz bao gồm các làng và các khu định cư như Anuszewo, Babrosty, Bogumiły, Borki, Ciesina, Czarny Rog, Dziadki, Hejdyk, Imionek, Jabłoń, Jagodne, Jaśkowo, Jaśkowo-Leśniczówka, Jeglin, Jeże, Karpa, Karwik, Kocioł, Kocioł Duży, Kociołek Szlachecki, Kulik, Kwik, Lipa Przednia, Lipa Tylna, Lisie Jamy, Liski, Łupki, Łysonie, Maldanin, Maszty, Niedźwiedzie, Nowe Uściany, Pietrzyki, Pilchy, Piskorzewo, Pogobie Średnie, Pogobie Tylne, Rakowo Piskie, Rostki, Rybitwy, Snopki, Stare Guty, Stare Uściany, Szczechy Nam, Szczechy Wielkie, Szeroki Bor Piski, Szparki, Trzonki, Turośl, Turowo, Turowo Duże, Wądołek, Wąglik, Wąglik-Kolonia, Wiartel, Wiartel Maly, Wielki Las, Zaroślak, Zawady, Zdory, Zdunowo và Zimna.

## Gmina lân cận
Gmina Pisz giáp với các gmina khác như Biała Piska, Kolno, Lyse, Mikołajki, Orzysz, Rozogi, Ruciane-Nida và Turośl.